# Tendenzschutz
Unter Tendenzschutz, in Österreich Blattlinie, versteht das Medienarbeitsrecht das Recht eines Verlegers, die politische Meinung seines Mediums (z. B. einer Zeitung) festzulegen. Seine Macht erstreckt sich also nicht nur auf wirtschaftliche Entscheidungen, etwa zur Betriebsorganisation, sondern wegen der besonderen Rolle der Massenmedien auch auf politische Entscheidungen, die andere Unternehmen nicht treffen können. So genießen bloße Zustellbetriebe keinen Tendenzschutz, da sich die der Herstellung einer Zeitung zeitlich und produktionstechnisch nachgelagerte Verbreitung auf die inhaltliche Gestaltung und Auswahl nicht mehr auswirkt.
Der Tendenzschutz umfasst das Recht, die inhaltliche Tendenz einer Zeitung festzulegen, beizubehalten, zu ändern und diese Tendenz zu verwirklichen. Der Verleger ist berechtigt, die politische Richtung der ihm gehörenden Medien zu bestimmen und seine Redakteure und freie Journalisten in einer Betriebsvereinbarung zu verpflichten, in einer bestimmten Art und einem bestimmten Stil Texte, Bilder und Filme in einer bestimmten politischen Sichtweise zu produzieren. Damit sind auch Befugnisse einer eventuell existenten Mitarbeitervertretung eingeschränkt. Ein Recht von Redakteuren, journalistisch und inhaltlich vom Verleger unabhängig zu sein, besteht nicht. Diese so genannte innere Pressefreiheit wird trotzdem immer wieder von Journalisten gefordert. Damit geht u. a. auch die Möglichkeit einher, Redaktionsangehörige ohne Anhörung der Mitarbeitervertretung zu entlassen, wenn diese gegen die Tendenz ihres Arbeitgebers substantiell verstoßen haben.
Ein besonders bekanntes Beispiel findet sich in der Grundordnung der Axel Springer SE, die in ihrer Unternehmensverfassung fünf Grundsätze festschreibt, an denen sich die gesamte Berichterstattung und damit auch das publizistische Arbeiten ihrer Redaktionsangehörigen ausrichten muss.
Prinzipiell erstreckt sich der Tendenzschutz auf privatwirtschaftlich geführte Unternehmen. Er wird aber auch bei öffentlich-rechtlichen Medienunternehmen als anwendbar gesehen.
Der Tendenzschutz wird in Deutschland durch Art. 5 Grundgesetz mit der Meinungs- und Pressefreiheit gewährleistet. Er beschränkt in Medien-Unternehmen das Recht auf betriebliche Mitbestimmung, da das Betriebsverfassungsgesetz nur teilweise und das Mitbestimmungsgesetz gar nicht anwendbar sind (§ 118 Abs. 1 Betriebsverfassungsgesetz, § 1 Abs. 4 Mitbestimmungsgesetz).
Gewerkschaften, Parteien und Kirchen nehmen für sich bzw. für das Verhalten ihrer Beschäftigten in ihrer Eigenschaft als Tendenzbetriebe ähnliche Rechte in Anspruch. Künstlerische Betriebe sowie Wissenschaftseinrichtungen können prinzipiell nach § 118 BetrVerfG ebenfalls eine Tendenz einordnen.